# Escapada
Escapada este un film românesc din 1983 regizat de Cornel Diaconu. Rolurile principale au fost interpretate de actorii Octavian Cotescu, Valeria Seciu, George Constantin.

## Distribuție
Distribuția filmului este alcătuită din:
- Octavian Cotescu — directorul
- Valeria Seciu — Lidia
- George Constantin — directorul general
- Ion Cojar
- Magda Catone — recepționera
- Rada Istrate — secretara
- Constantin Măru — inginerul
- Nina Filimon — soția motociclistului
- George Negoescu — administratorul
- Geo Saizescu — motociclistul

## Primire
Filmul a fost vizionat de 1.489.768 de spectatori în cinematografele din România, după cum atestă o situație a numărului de spectatori înregistrat de filmele românești de la data premierei și până la data de 31 decembrie 2014 alcătuită de Centrul Național al Cinematografiei.